# 寶石大廈
寶石大廈（英語：Bo Shek Mansion，重建前：英語：）是位於香港新界荃灣市地段364號，荃灣沙咀道328號，1996年落成，由鍾華楠建築設計事務所設計，金門建築承建。

## 歷史
寶石大廈之前身「寶石樓」是出租屋邨，有三座大廈，於1964年落成，建於舊海壩村對出的填海地上。1993年開始拆卸重建，重建工程於1996年完成，重建後的寶石大廈同樣是三座大廈，當中第1座及第2座作為住宅發售計劃項目，間格分為兩房兩廳及三房兩廳連套房兩種，並隨居屋計劃第十七期乙一併出售。
第3座的1至3樓作為年長者居住單位用途，單位面積分6款，而4樓則為隔火層及平台，而5至25樓則作為乙類出租屋邨用途，並採用私家樓宇常用的三梯八伙設計，出租單位主要分三款間格，全部附有梗房（固定房間）間格，廳房設有窗台。

## 屋邨資料

### 命名
寶石大廈在早期稱為「荃灣區第二期」；荃灣新市鎮內居民及來往荃灣區的公共小巴路線顯示則俗稱為「寶石樓」。而寶石大廈的名稱由來，根據房協年報，因為此邨鄰近安置因興建石壁水塘而需拆遷的大嶼山石壁居民而建的石碧新村，所以以一「石」字作為邨名 。

### 現存樓宇
| 樓宇名稱（座號） | 樓宇類型     | 落成年份 | 層數 | 建築師               | 承建商   | 類別     | 現時採用的升降機廠商 |
| ---------------- | ------------ | -------- | ---- | -------------------- | -------- | -------- | -------------------- |
| 第1座            | 十字井型大廈 | 1996年   | 25   | 鍾華楠建築設計事務所 | 金門建築 | 出售大廈 | 东芝                 |
| 第2座            | 十字井型大廈 | 1996年   | 25   | 鍾華楠建築設計事務所 | 金門建築 | 出售大廈 | 东芝                 |
| 第3座            | 十字井型大廈 | 1996年   | 25   | 鍾華楠建築設計事務所 | 金門建築 | 出租大廈 | 东芝                 |

### 歷代樓宇
| 樓宇名稱            | 地址        | 落成年份 | 拆卸年份 | 建築師                         | 安置屋邨 |
| ------------------- | ----------- | -------- | -------- | ------------------------------ | -------- |
| 琥珀樓Fu Pak Lau    | 鹹田街53號  | 1964年   | 1993年   | 周耀年李禮之建築師工程師事務所 | 偉景花園 |
| 鑽石樓Guen Shek Lau | 沙咀道346號 | 1964年   | 1993年   | 周耀年李禮之建築師工程師事務所 | 偉景花園 |
| 翡翠樓 Fay Tsui Lau | 鹹田街57號  | 1964年   | 1993年   | 周耀年李禮之建築師工程師事務所 | 偉景花園 |

### 出租單位（第3座）面積及編配標凖
| 單位款式   | 單位                   | 單位型號 | 單位間隔 | 編配標凖 | 建築面積      | 實用面積                |
| 小型單位   | 5樓至25樓---H室        | A型      | 一房兩廳 | 2-3人    | 約22.80平方米 | 13.166平方米            |
| 中型單位   | 5樓至25樓---B,C,F及G室 | B1型     | 兩房兩廳 | 3-5人    | 約33.20平方米 | 23.336平方米            |
| 中型單位   | 5樓至25樓---D及E室     | B型      | 兩房兩廳 | 3-5人    | 約33.37平方米 | 23.556平方米            |
| 大型單位   | 5樓至25樓---A室        | C型      | 三房兩廳 | 5-6人    | 約49.71平方米 | 38.482平方米            |
| 年長者單位 | 1樓至3樓---所有單位    | E型      | 開放式   | 1-2人    | 約16-23平方米 | 9.52平方米-15.688平方米 |

## 教育設施

### 幼稚園
- 藍如溪盛成皿教育基金邊耀良幼稚園 （页面存档备份，存于）（1997年創辦）
- 思博幼稚園 （页面存档备份，存于）（2013年創辦）

## 外部連結
- 寶石大廈舊照 （页面存档备份，存于）失效連結
- 寶石大廈
- 建設及建築物 － 房協屋村(二)（页面存档备份，存于）